# رفيع تشوفا
رفيع تشوفا هو لاعب كرة قدم إسرائيلي في مركز الهجوم، ولد في 22 سبتمبر 1957 في إسرائيل. شارك مع منتخب إسرائيل لكرة القدم. أما مع النوادي، فقد لعب مع Hapoel Netanya F.C. ‏.

## وصلات خارجية
- رفيع تشوفا على موقع قاعدة بيانات كرة القدم.إي يو (الإنجليزية)
- رفيع تشوفا على موقع ناشيونال فوتبول تيمز (الإنجليزية)